# ビヨンセの2018年コーチェラ公演
アメリカ合衆国の歌手ビヨンセが、2018年4月14日と4月21日にカリフォルニア州インディオのエンパイア・ポロクラブで行ったコーチェラ・フェスティバルでの公演について記述する。ビヨンセは双子の妊娠のため前年のコーチェラでのヘッドライナーを延期した。そして、2018年にコーチェラでヘッドライナーを務める初のアフリカ系アメリカ人女性となった。彼女の公演は、マーチングバンドとマジョレットダンサーを擁する歴史的黒人大学やその文化に敬意を表しながら、ステップショーなどブラックギークライフの様々な側面を取り入れた。公演では、ブラック・フェミニズム、黒人作家のサンプリング、そしてデスティニーズ・チャイルドのメンバーであるケリー・ローランドとミシェル・ウィリアムズ、夫のジェイZ、妹のソランジュをステージ上でフィーチャーした。
4月14日の公演後、この公演はすぐに広範囲にわたって称賛を受け、メディアの多くは「歴史的」とこのショーを説明した。この公演はファンやメディアによって「ビーチェラ（Beychella）」と呼ばれている。2019年4月17日、ビヨンセはこのパフォーマンスを収めた「ホームカミング（Homecoming）」という題名のコンサート映画とライブアルバムを発表した。

## 評価
公演は広範囲で圧倒的な称賛を受けた。ニューヨーク・タイムズの音楽評論家ジョン・カラマニカは、「ビヨンセのコーチェラのライブ以上に意味が深く、人が夢中になり、威力があって、しかも急進的なアメリカのミュージシャンによるパフォーマンスは、今年は、いやこの先数年は出てこないだろう。」と述べた。さらにカラマニカは「それは歴史的で、強い政治的メッセージがにじみ、視覚的に壮大であった。騒々しく、荒々しいながらも計算しつくされた楽曲構成と振付はまさに驚異的」と称賛した。バラエティのクリス・ウィルマンは、「ショーはビヨンセを、私たちの時代の最高の音楽パフォーマーと証明した」と述べた。ワシントンポスト、CNN、NBC、エンターテインメント・ウィークリー、ビルボードは、パフォーマンスを「歴史的」と表現した。

## セットリスト
以下のセットリストは4月14日、21日の両公演で実行された
1. 「クレイジー・イン・ラブ」 (ハンブル、バック・ザット・ サング・アップ、アイム・ア・ハスラー、ダウン・フォア・マイ・エヌズの要素を含む)
2. 「フリーダム」
3. 「Lift Every Voice and Sing」
4. 「フォーメーション」
5. 「ソーリー」/「ミー、マイセルフ・アンド・アイ」/「キティ・キャット」(アカペラ)
6. 「ボウ・ダウン」/「アイ・ベーン・オン」
7. 「ドランク・イン・ラブ」(ライラック・ワインとスワッグ・サーフィンの要素を含む)
8. 「ディーヴァ」 / 「エブリバディ・マッド ダンスブレイク
9. 「フローレス」（リミックス）
10. 「トップ・オフ」
11. 「7/11」
12. 「ドントハート・ユアセルフ」
13. 「アイ・ケア」
14. 「パーティション」
15. 「ヨンセ」
16. 「ミ・ヘンテ(リミックス)」
17. 「マイン」
18. 「ベイビー・ボーイ」  (ヴァイブス・カーテルとフリークスの要素を含む)
19. 「ユー・ドント・ラブ・ミー（ノー、ノー、ノー）」
20. 「ホールド・アップ」  (バム・バムの要素を含む)
21. 「カウントダウン」  (ブロッコリーの要素を含む)
22. 「チェック・オン・イット」
23. 「デジャヴ」(ゾンビの要素とグリーンライトからの引用を含む) (with ジェイ・Z)
24. 「ラン・ザ・ワールド　(ガールズ)」
25. 「ルーズ・マイ・ブレス」 (ガール、6インチ、ビルズ、ビルズ、ビルズ) (with デスティニーズ・チャイルド)
26. 「セイ・マイ・ネーム」 (ティンバランドリミックスの要素を含む) (with デスティニーズ・チャイルド)
27. 「ソルジャー」  (contains elements of カリフォルニア・ラブ) (with デスティニーズ・チャイルド)
28. 「ゲット・ミー・ボディ」 (with ソランジュのダンス)[9]
29. 「シングル・レディース (プット・ア・リング・オン・イット)"
30. 「ラブ・オン・トップ」

備考
- 4月21日の公演で、J.バルヴィンが「ミ・ヘンテ」をパフォーマンスのため、ビヨンセとステージに上がった[10]。

## ドキュメンタリーとアルバム
2019年4月17日、Netflixで公演の舞台裏に密着したドキュメンタリー「ホームカミング」が公開された。同時に発表されたライブアルバム「ホームカミング：ザ・ライブ・アルバム」では、メイズの「ビフォー・アイ・レット・ゴー」をカバーしている。